# Henrik Sandberg
Henrik Engelbert Sandberg, född 3 november 1912 i Bjurholms socken, död 10 augusti 2002 i Piteå socken, var en svensk präst.
Sandberg var son till kronojägaren Engelbert Sandberg och småskolläraren Emma Johansson. Efter skolgång i Umeå blev han 1933 student vid Uppsala universitet, där han 1937 avlade teologie kandidatexamen. Han prästvigdes i december 1937 i Nederluleå kyrka med missiv till Luleå. I juni 1942 blev Sandberg stiftsadjunkt i Luleå, 1948 komminister i Porjus i Jokkmokks församling samt 1 januari 1954 kyrkoherde i Jokkmokks församling. I oktober 1969 blev Sandberg kyrkoherde i Piteå landsförsamling och samtidigt kontraktsprost i Pite kontrakt. Han gick i pension 1 mars 1979. Sandberg var ledamot av Nordstjärneorden.
Sandberg var 1944–1948 redaktör för Kyrkhelg och medverkade med flera bidrag i stiftsårsboken Från bygd och vildmark. Han fungerade också som minnestecknare över avlidna präster vid prästmötena i Luleå stift 1971 och 1977; biografierna publicerades i respektive prästmöteshandlingar.
Sandberg gifte sig 1947 med lanthushållsläraren Ruth Holmström, vars far var komminister i Piteå landsförsamling. Makarna bodde på Hesselgård i Öjebyn, som också var hustruns föräldrahem. I äktenskapet föddes fyra barn.